# Dr. Pantástico
Dr. Dimensionpants (en Latinoamérica como Dr. Pantástico y en España como Dr. Dimensional) es una serie animada de televisión canadiense creada por Brad Peyton, y producido por DHX Media de Vancouver y Entertainment Factory para Teletoon en Canadá.
Se estrenó en Cartoon Network en Latinoamérica, Estados Unidos y España en el bloque Findes Cartoon Network en Boing

## Emisiones
Dr. Pantastico primero se estrenó en canales internacionales de Cartoon Network en Polonia el 20 de octubre; en Alemania y Benelux, el 27 de octubre de 2014; en Canadá la serie se estrenó el 6 de noviembre de 2014 por Teletoon; en América Latina, el 3 de junio de 2015 por Cartoon Network y en España, el 16 de febrero de 2015 por Boing. La serie ha sido vendida a ABC en Australia. Se estrenó en Hulu el 13 de junio de 2015, de los EE. UU. La serie al latino es doblada en Venezuela.

## Sinopsis
Kyle Lipton era un niño normal, quien durante su vida era como los otros niños, feliz y juguetón y sin ningún problema en su mente hasta que un día le apareció inesperadamente un portal interdimensional, lo cual lo hizo caer a un par de pantalones brillantes que eran "Los Dimensionpantalones". 
Cuando se los usa, se convierte en un superhéroe llamado Dr. Pantastico, un superhéroe con una gran actitud que debe tratar con villanos interdimensionales que intentan destruir el universo, mejor dicho el pueblo de Kyle que para él es el universo.
Ahora Kyle tiene todos los poderes de superhéroe que siempre quiso, junto con la responsabilidad. Con la ayuda de un unicornio parlante llamado Felipe, Dr. Pantastico aprende sus poderes para salvar a las dimensiones, mientras que se ocupan de cuestiones normales del niño

## Personajes y reparto
| Personaje                                     | Característica | Actor original      | Actor de doblaje  | Actor de doblaje   |
| --------------------------------------------- | --- | ------------------- | ----------------- | ------------------ |
| Kyle Lipton \| Dr. Pantástico/Dr. Dimensional | Un niño de 12 años de edad, cuya identidad secreta es el Dr. Pantástico. | Samuel Vincent      | David D'Urso      | Pablo Sevilla      |
| Phillip                                       | El compañero de Dr. Pantástico que es un unicornio | Richard Ian Cox     | Reinaldo Rojas    | Juan Antonio Soler |
| Calavera de Cristal                           | Un enemigo a quien, como su nombre indica, tiene un cráneo de cristal. Él tiene una hija llamada Rebecca y deseos de obtener los Dimensio-Pantalones al igual que El Cortex. | Brian Drummond      | Henrique Palacios | Cholo Moratalla    |
| Dutch                                         | Es compañero de clase de Kyle y su Bullie. A menudo se junta con sus otros amigos Bullies Sky y Mac.                                                                         | Brian Drummond      | Daniel Klíe       | Fernando Hernández |
| Amanda Lipton                                 | La hermana menor de Kyle, que es una genia y tiene un blog en la web. | Kazumi Evans        | Lileana Chacón    | Beatriz Berciano   |
| El Cortex                                     | Un enemigo con un enorme cráneo y un purista de la gente llamándolo El Cortex. El Cortex busca robar los Dimensio-Pantalones por lo que puede llegar a ser todopoderoso.     | Ian James Corlett   | Jesús Hernández   | Adolfo Moreno      |
| Rebecca                                       | Ella es la hija de la Calavera de Cristal, que Kyle se enamoró de ella. | Shannon Chan-Kent   | Yasmil López      | Cristina Yuste     |
| Liz                                           | Es una chica flemática de la escuela que está enamorada de Kyle. | Kathleen Barr       | Carmen Suárez     | Adelaida López     |
| Doze                                          | Es una chica flemática de la escuela que está enamorada de Dutch. | Tabitha St. Germain | Carmen Suárez     | Olga Velasco       |

## Temporadas
| Temporada | Episodios | Estreno                | Final                    |
| --------- | --------- | ---------------------- | ------------------------ |
| 1.ª       | 14        | 6 de noviembre de 2014 | 19 de febrero de 2015    |
| 2.ª       | 12        | 16 de junio de 2015    | 22 de septiembre de 2015 |